# Masahiro Ueki
Masahiro Ueki – japoński sztangista.
Brązowy medalista mistrzostwa świata w Limie (1971), w wadze muszej (do 52 kg). Startował również w mistrzostwach świata w Hawanie (1973), zajmując w tej samej kategorii wagowej 12. miejsce. 